# Revolutionäre Sozialisten Deutschlands
Die Revolutionären Sozialisten Deutschlands (RSD) waren nach der Machtübernahme der Nationalsozialisten neben Neu Beginnen 1933 die einflussreichste Oppositionsgruppe innerhalb der SPD. Während Neu Beginnen mit der SoPaDe, dem Exilvorstand der SPD in Prag, personell nicht verflochten war, gehörten die Revolutionären Sozialisten Siegfried Aufhäuser und Karl Böchel bis Januar 1935 dem Prager Vorstand an.
Die Revolutionären Sozialisten Deutschlands hatten besonderen Rückhalt in den traditionell linken Parteibezirken Sachsen und Thüringen. Sie hatten sich frühzeitig auf den Widerstand gegen den Faschismus eingestellt und ein eigenes Kuriernetz aufgebaut. Aufgrund ihrer finanziellen Unabhängigkeit waren sie in der Lage, eigene Grenzsekretariate zu unterhalten, insbesondere das auch für die SoPaDe wichtige Karlsbader Sekretariat.
Das illegale Netz, die Selbständigkeit und die heftige innerparteiliche Kritik der Gruppe veranlasste die SoPaDe nicht nur zu personellen, sondern auch zu programmatischen Zugeständnissen. Insbesondere die inhaltliche Fassung des Prager Manifests, mit dem die SoPaDe im Frühjahr 1934 zum revolutionären Umsturz des NS-Regimes aufrief, ging zum großen Teil auf den Druck der Gruppe zurück. Gemeinsam mit dem (Neuen) Roten Stoßtrupp (Robert Keller) und der Auslandsvertretung von Neu Beginnen (Karl Frank), versuchten die Revolutionären Sozialisten Deutschlands in der Zeit von 1934 bis ca. 1936 ein sogenanntes „Geheimes Kartell“ gegen die SoPaDe zu schmieden. Ziel der drei Gruppen war es, der Exilparteileitung der SPD in Prag ihren Alleinvertretungsanspruch für die deutsche Sozialdemokratie sowie die Kontrolle über das teilweise ins Ausland gerettete Parteivermögen streitig zu machen.
Widerwillig und nach langer Verzögerung veröffentlichte die SoPaDe im Herbst 1934, acht Monate nach dem Prager Manifest, eine Plattform der Revolutionären Sozialisten Deutschlands, die im Vergleich zum Prager Manifest eine wesentlich klarere Abkehr vom Reformismus und eine deutliche Rückwendung zur marxistischen Tradition der Sozialdemokraten enthielt.
Der Titel der Plattform lautete:

„Der Weg zum sozialistischen Deutschland; eine Plattform für die Einheitsfront. Zur Diskussion gestellt von einem Arbeitskreis revolutionärer Sozialisten.“

Das von Rudolf Hilferding entwickelte Konzept des Organisierten Kapitalismus, das den Reformismus der SPD in der Weimarer Republik theoretisch begründete, wurde scharf kritisiert und für die Krise der Gesellschaft mit verantwortlich gemacht; der Reformismus habe die Demokratie verspielt.